# 近野莉菜
近野 莉菜（ちかの りな、1993年〈平成5年〉4月23日 - ）は、日本の元タレント。女性アイドルグループ・JKT48およびAKB48の元メンバーである。

## 略歴
2007年
- 『AKB48 第二回研究生（5期生）オーディション』に合格。
- 12月8日、劇場公演デビュー。これは、同日デビューの小原春香とともに、5期生最速のデビューとなった。

2009年
- 1月30日のチームA公演にて、研究生史上2人目となるAKSからイトーカンパニーリセへの移籍を発表。
- 3月26日付で、チームKに昇格。
- 4月、藤江れいなとともに、マザー牧場のイメージガールに就任。
- 5月21日、アメーバブログ開設[2]。
- 8月23日に開催された『読売新聞創刊135周年記念コンサート AKB104選抜メンバー組閣祭り』の夜公演において、同年10月よりチームBに異動することが発表されたが、実際に異動したのは2010年5月21日である。

2010年
- 9月21日に開催された『AKB48 19thシングル選抜じゃんけん大会』では16位で、初選抜入りを果たす。

2011年
- 4月1日、イトーカンパニーへ異動。

2012年
- 4月3日、藤江とともに3年間務めたマザー牧場のイメージガールを退任し、代わって「マザー牧場応援隊」に任命された[3]。
- 8月24日に開催された『AKB48 in TOKYO DOME 〜1830mの夢〜』初日公演において、チームKに異動することが発表された[4]。
- 11月1日、チームKに異動。

2014年
- 2月24日、Zepp DiverCityで開催された「AKB48グループ大組閣祭り〜時代は変わる。だけど、僕らは前しか向かねえ!〜」において、JKT48への移籍が発表された[5]。
- 4月24日、JKT48へ移籍。
- 6月11日、インドネシア・ジャカルタ市内で開催された「Gingham Check」発売記念コンサートにおいて、JKT48メンバーとして初出演。コンサート内では、JKT48のチームKIIIに所属することも発表された[6]。
- 8月6日にチームKIII 2nd Stage「青春ガールズ」公演（インドネシア語の公演名称は「Gadis-Gadis Remaja」[7]）に初出演し、JKT48劇場デビュー[8]。

2015年
- 3月から4月にかけて実施された『JKT48 10thシングル選抜総選挙 〜みんなが決める、16人選抜メンバー〜 大事なことはみんなで決めよう！』では18位となり、アンダーガールズに選出される[9]。
- 10月、ダンドゥット・チーム 4名による派生グループ「4 Duren」が結成され、「ハロウィン・ナイト」のダンドゥット・バージョンを発表[10]。

2016年
- 3月から5月にかけて投票が実施された『JKT48 13thシングル選抜総選挙 〜何かが変わる〜』では23,897票を獲得して9位にランクイン。AKB48時代を通して初の総選挙選抜入りとなった[11]。

2017年
- 3月から4月にかけて実施された『JKT48 17thシングル選抜総選挙 〜新しい時代を創るのは誰だ？〜』では34,976票を獲得して6位にランクインし、選抜メンバーに選出。AKB48への加入から10年目にして選抜総選挙における自己最高順位となり、初の”神7入り”を果たした[12]。
- 12月9日、チームKⅢ「B・E・L・I・E・V・E」公演において、JKT48とAKB48グループからの卒業を発表[13]。

2018年
- 3月17日に卒業公演を行い、同月25日に行われた「Dirimu Melody」の握手会をもってJKT48、およびAKB48グループを卒業した[14]。
- 11月30日、事務所との契約を終了、引退[15][16]。

## 人物
- 2歳上の兄[17] と3歳下の妹[18] がいる。
- 趣味は絆創膏集め[19]、鼻の観察[19]、ネイル[1]。また、特技はジャズやガールズヒップホップなどのダンス[20]、肩もみ[19] など。
- AKB48に入る前は、小学校4年生から入ったコーラススクールでコーラスに打ち込み、過去にキユーピーのCMソング「たらこ・たらこ・たらこ」を歌うなどCMソングやCDのバックコーラスに出演していた[21][22]。
- 安室奈美恵に憧れて歌手を目指した[21]。
- 武井咲とは高校の同級生で親友[23]。またSUPER☆GiRLSの宮﨑理奈とは高校3年の時に同じクラスだったという[24]。
- チェリー、ハニー、ジェイという名前の3匹のトイプードルを飼っている[25]。以前、サル（コモンマーモセット）のピーチを飼っていた[26]。

### AKB48関連
- 先述のコーラススクール時代に増山加弥乃も所属しており、増山がきっかけでAKB48を知った。近野は2007年10月に合格したものの、増山は翌月にAKB48を卒業したため、すれ違いとなったが、2011年に『リクエストアワーセットリストベスト100 2011』に来た増山とメールアドレスを交換し、その後は双方の親同士も友人関係にある[21]。
- キャッチフレーズは、「ミラクル・ミラクル・きっと来る!」[1]
- 仲の良いメンバーとして、松原夏海、小林香菜、仁藤萌乃、北原里英、小森美果の5名を挙げている[27]。
- 研究生時代から、当時のチームKに入ることを切望、公言し、2009年3月に念願のチームK昇格を果たしたが、同年8月23日の『AKB104選抜メンバー組閣祭り』でチームBへの異動が発表されたため、異動発表直後ステージを降りた後に過呼吸症候群に陥った[21]。
- 一番好きな楽曲は自身が初めて選抜入りした「チャンスの順番」[28]。
- Google+における、AKB48グループの部活動では自動車部に所属しており、副部長を務めている[29]。

## JKT48での参加楽曲

### シングル選抜楽曲
- Papan Penanda Isi Hati - Kokoro no Placard
  - Lucky Seven
  - Message on a Placard
- Angin Sedang Berhembus - The Wind is Blowing/Kaze wa Fuiteru
  - Selamanya Pressure〜 Eien Pressure
- 「Pareo adalah Emerald - Pareo wa Emerald」に収録
  - Buah Mawar〜 Bara no Kajitsu
  - Escape
- 「Refrain Penuh Harapan - Refrain Full of Hope / Kibouteki Refrain」に収録
  - Value Milikku Saja- Boku Dake no Value - 「Under Girls」名義
  - Bel Terakhir Berbunyi - Saishuu Bel ga Naru
- 「Halloween Night」に収録
  - Halloween Night (Dangdut Version)
  - Don't look back!
- 「Beginner」に収録
  - Kyusen Kyoutei –Kesepakatan Gencatan Senjata–
- Hanya Lihat ke Depan -Mae Shika Mukanee-
  - Beloklah ke Kanan - Migi e Magare-
  - Always Looking Straight Ahead - Mae Shika Mukanee
- 「LOVE TRIP」に収録
  - How Come?
- Luar Biasa - Saikou Kayo
  - Scrap and Build
  - Luar Biasa - Saikou Kayo (English Version)
- So Long!
  - Birth
- Kesimpulan yang Sedikit Membuatku Malu setelah Beberapa Hari Berpikir akan Berubah Seperti Apakah Hubungan Kita jika di Jalan Penuh Pohon Rindang Kukatakan "Indahnya Senyum Manismu dalam Mimpiku"
  - KAMONEGIX
- 「Dirimu Melody - Kimi wa Melody」に収録
  - Kita Pernah di Sini - Koko ni Ita koto

### アルバム選抜楽曲
- 『Mahagita - Kamikyokutachi』に収録
  - Pesawat Kertas 365 Hari - 365 Nichi no Kamihikouki
  - Di Bawah Langit Berwarna Sakura - Sakurairo no Sora no Shita de
- 『B・E・L・I・E・V・E』に収録
  - Gonna Jump

### 劇場公演ユニット曲
チームKIII 2nd Stage「青春ガールズ」公演
- Blue rose（リディア・マウリダ・ジュハンダルのユニットアンダー）
- Fushidara na Natsu

チームKIII 3rd Stage「最終ベルが鳴る」公演
- Oshibe to Meshibe to Yoru no Chouchou

## AKB48での参加楽曲

### シングル選抜楽曲
- 「RIVER」に収録
  - ひこうき雲 - 「シアターガールズ」名義
- 「ポニーテールとシュシュ」に収録
  - 僕のYELL - 「シアターガールズ」名義
- 「Beginner」に収録
  - 泣ける場所 - 「DIVA」名義
- チャンスの順番
  - ラブ・ジャンプ - 「team B」名義
- 「桜の木になろう」に収録
  - エリアK - 「DIVA」名義
- 「Everyday、カチューシャ」に収録
  - 人の力 - 「アンダーガールズ」名義
- 「風は吹いている」に収録
  - Vamos - 「アンダーガールズ ばら組」名義
- 「上からマリコ」に収録
  - 呼び捨てファンタジー - 「Team B」名義
- 「GIVE ME FIVE!」に収録
  - ユングやフロイトの場合 - 「スペシャルガールズC」名義
- 「真夏のSounds good !」に収録
  - 3つの涙 - 「スペシャルガールズ」名義
- 「ギンガムチェック」に収録
  - あの日の風鈴 - 「ウェイティングガールズ」名義
- 「UZA」に収録
  - スクラップ&ビルド - 「Team K」名義
- 「永遠プレッシャー」に収録
  - 私たちのReason
- 「So long !」に収録
  - 夕陽マリー - 「大島TeamK」名義
- 「さよならクロール」に収録
  - How come ? - 「Team K」名義
- 「ハート・エレキ」に収録
  - 細雪リグレット - 「Team K」名義
- 「前しか向かねえ」に収録
  - 恋とか…

### アルバム選抜楽曲
- 『神曲たち』に収録
  - 君と虹と太陽と
- 『ここにいたこと』に収録
  - 恋愛サーカス - 「チームB」名義
  - チームB推し - 「チームB」名義
  - ここにいたこと - 「AKB48+SKE48+SDN48+NMB48」名義
- 『1830m』に収録
  - ノーカン - 「Team B」名義
  - 青空よ 寂しくないか? - 「AKB48+SKE48+NMB48+HKT48」名義
- 『次の足跡』に収録
  - 共犯者 - 「Team K」名義

### 劇場公演ユニット曲
チームA 4th Stage「ただいま恋愛中」リバイバル公演
- 純愛のクレッシェンド（峯岸みなみのアンダー）

 チームK 4th Stage「最終ベルが鳴る」
※野呂佳代の全員曲アンダー
 研究生「ただいま恋愛中」公演
- 純愛のクレッシェンド

 チームA 5th Stage「恋愛禁止条例」
- 恋愛禁止条例（板野友美の全員曲アンダー・高橋みなみのアンダー〈ユニット曲のみ宮崎美穂ポジション〉）

 チームB 4th Stage「アイドルの夜明け」
- 片思いの対角線（佐伯美香のアンダー）
- 残念少女（渡辺麻友〈仁藤萌乃不在時〉のユニットアンダー）

 研究生「アイドルの夜明け」公演
- 残念少女（前田亜美とのダブルスタンバイ）
- 片思いの対角線（小森美果とのダブルスタンバイ）

 チームK 5th Stage「逆上がり」
- 愛の色（大島優子休演時は全員曲のみ大島ポジション）

 THEATRE G-ROSSO「夢を死なせるわけにいかない」公演
- 初めてのジェリービーンズ（前田敦子・渡辺麻友・鈴木紫帆里のスタンバイ）

 チームB 5th Stage「シアターの女神」
- ロッカールームボーイ
- 嵐の夜には（宮崎美穂のユニットアンダー）

大島チームK ウェイティング公演
- 片思いの対角線（チームB 4th Stage「アイドルの夜明け」、永尾まりやのアンダー）
- 向日葵（ひまわり組 1st Stage「僕の太陽」、島田晴香のアンダー）
- キャンディー（チームB 5th Stage「シアターの女神」公演、永尾まりや、中田ちさとのアンダー）
- 初めてのジェリービーンズ（ひまわり組 2nd Stage「夢を死なせるわけにいかない」公演、北原里英、武藤十夢のアンダー）
- ヒグラシノコイ（ひまわり組 1st Stage「僕の太陽」公演、大島優子のアンダー）
- エンドロール（チームK 5th Stage「逆上がり」公演、宮崎美穂のアンダー）

横山チームA ウェイティング公演
- ツンデレ

※菊地あやかのユニットアンダー
 チームKウェイティング公演II「最終ベルが鳴る」公演
- 19人姉妹の歌

## 出演

### テレビドラマ
- マジすか学園 最終話（2010年3月27日、テレビ東京） - 馬路須加女学園生徒 役
- マジすか学園2 第4話・最終話（2011年5月7日・7月2日、テレビ東京） - リナ 役
- ハンチョウ〜神南署安積班〜 シリーズ4 〜正義の代償〜 第7話（2011年5月23日、TBS） - 北村梨花 役
- So long ! 第2夜（2013年2月12日、日本テレビ）

### バラエティ番組
- 藤江れいな☆近野莉菜のまだまだこれからッ!（2011年2月3日 - 、PigooHD）

### ラジオドラマ
- 青春アドベンチャー「ゴー・ゴー!チキンズ パート2」（2010年7月26日 - 8月6日、NHK-FM） - ファン 役

### ミュージカル
- HYPER CRAZY FASHION MUSICAL（2010年3月20日、南青山マンダラ）

### 舞台
- プラスイズム Vol.9「トライフル」（2010年7月27日 - 8月1日、シアターグリーン BIG TREE THEATER）
- 劇団CORNFLAKES 第9回公演『雷神-RAIJIN-』（2012年7月27日 - 31日、俳優座劇場） - ヒロイン・琴代 役[30]
- 劇団コラソン 第25回公演「オーマイガッ!」（2013年5月14日・17日 - 19日、タイニイアリス）
- G&Gアクターズファクトリー 第5回プロデュース作品「秋宵（あきよい）～遠い日の宴～」（2013年11月27日 - 12月1日、笹塚ファクトリー）
- 明日、君を食べるよ（2014年2月26日 - 3月2日、遊空間がざびぃ）

### DVD
- Tropical Mermaid（2009年10月23日、グラッソ）
- 眼鏡の転校生（2010年4月29日、グラッソ） - 友能ゆい 役

### ネット配信
- WEBドラマ「SHARE!!!」（2017年4月20日、三原慧悟Sanyuan_Japan） - チェルシー 役[31]

### イベント
- ちかりな推しですよね〜? はーい(＾○＾)/（2013年3月5日、AKB48 CAFE&SHOP AKIHABARA）

### その他
- マザー牧場 ららぽーとTOKYO-BAY店一日店長（2010年6月12日）
- マザー牧場 presents「Lucky Color's ライブ」（2013年3月23日、ラゾーナ川崎） - MC

## 書籍

### カレンダー
- 藤江れいな・近野莉菜 2010年カレンダー（2009年10月、ハゴロモ）
- 近野莉菜 2012年カレンダー（2011年11月19日、ハゴロモ）
- 卓上 近野莉菜 2013年カレンダー（2012年12月7日、ハゴロモ）
- 卓上 近野莉菜 2014年カレンダー（2013年12月6日、ハゴロモ）